# Eskalace dobra
Eskalace dobra je osmé studiové album české hudební skupiny J.A.R. Vydáno bylo 10. března 2017 společností Warner Music, tedy šest let po vydání předchozího alba Dlouhohrající děcka. Autorem hudby k většině písní je Roman Holý, který je zároveň producentem alba, zatímco texty psal převážně Oto Klempíř. Autorem ilustrace na obalu alba je Aleš Čuma. Původně album vyšlo na streamovacích platformách a CD, na LP vyšlo až později. Kapela za album dostala tři Ceny Anděl za rok 2017, a to v kategorii alb, písní (za „Zhublas“) a skupin.

## Seznam skladeb
| Pořadí | Název                                    | Hudba                 | Text                                 | Délka |
| ------ | ---------------------------------------- | --------------------- | ------------------------------------ | ----- |
| 1.     | Spral to ďas                             | Roman Holý, Dan Bárta | Oto Klempíř, Dan Bárta               | 3:54  |
| 2.     | Hlídá nás satelit                        | Holý, Bárta           | Klempíř, Bárta                       | 3:47  |
| 3.     | Jsem vymletej                            | Holý, Bárta           | Klempíř, Michael Viktořík, Bárta     | 3:31  |
| 4.     | Ještě se připlazíš                       | Holý, Bárta           | Klempíř, Viktořík, Bárta             | 4:29  |
| 5.     | Zhublas                                  | Holý                  | Klempíř, Viktořík                    | 3:47  |
| 6.     | Žárlíme na Romana                        | Holý                  | Klempíř                              | 5:08  |
| 7.     | Je to nejistý                            | Holý, Bárta           | Klempíř, Viktořík, Bárta             | 4:14  |
| 8.     | Nemá nižádný význam chtít být stále mlád | Holý, Bárta           | Bárta, Klempíř                       | 3:36  |
| 9.     | Když ti před Moskvou dojde pervitin      | Holý                  | Klempíř, Vladimír Michálek           | 3:52  |
| 10.    | Tři elektrálové                          | Holý, Bárta           | Klempíř, Bárta                       | 4:20  |
| 11.    | Sentimentu záchvat                       | Holý                  | Klempíř, Viktořík, Bárta, Roman Holý | 8:44  |
| 12.    | Chtěl bych být ženou (bonus)             |                       |                                      | 0:32  |
| 13.    | Právě jsem se pochcala (bonus)           |                       |                                      | 2:18  |
| 14.    | Bábylón (bonus)                          |                       |                                      | 0:14  |
| 15.    | Dal jsem si slivovičku (bonus)           |                       |                                      | 0:48  |
| 16.    | Hovno je tvůj strejc (bonus)             |                       |                                      | 0:43  |
| 17.    | My jsme J.A.Ř.i (bonus)                  |                       |                                      | 1:24  |

## Obsazení
- Roman Holý – syntezátory, varhany, zpěv, baskytara, kytara, programování
- Oto Klempíř – hlas
- Michael Viktořík – hlas
- Dan Bárta – zpěv
- Miroslav Chyška – kytara
- Pavel Zbořil – bicí
- Robert Balzar – baskytara
- Filip Jelínek – pozoun
- Radek Kašpar – saxofon
- František Kop – saxofon, příčná flétna